# Всхова (станция)
Всхова (пол. Wschowa) — пассажирская и грузовая железнодорожная станция в городе Всхова, в Любуском воеводстве Польши. Имеет 2 платформы и 3 пути.
Станция на железнодорожной линии Лодзь-Калиская — Форст, построена в 1857 году, когда город Всхова (нем. Fraustadt, Фрауштадт) был в составе Королевства Пруссия.